# Comarque de la zone métropolitaine de Séville
La Zone métropolitaine de Séville est une comarque espagnole située dans la province de Séville, en communauté autonome d’Andalousie.

## Communesde la comarque de la Zone métropolitaine de Séville
- Alcalá de Guadaíra
- Almensilla
- Bormujos
- Camas
- Castilleja de Guzmán
- Castilleja de la Cuesta
- Coria del Río
- Dos Hermanas
- Espartinas
- Gelves
- Gines
- Isla Mayor
- Mairena del Aljarafe
- Palomares del Río
- La Puebla del Río
- La Rinconada
- Salteras
- San Juan de Aznalfarache
- Santiponce
- Séville
- Tomares
- Valencina de la Concepción

## Sources
- www.sevillainformacion.org, « Comarcas de Sevilla » (consulté le 15 janvier 2008)

- (es) Cet article est partiellement ou en totalité issu de l’article de Wikipédia en espagnol intitulé « Comarca Metropolitana de Sevilla » (voir la liste des auteurs).